# دریای چین شرقی

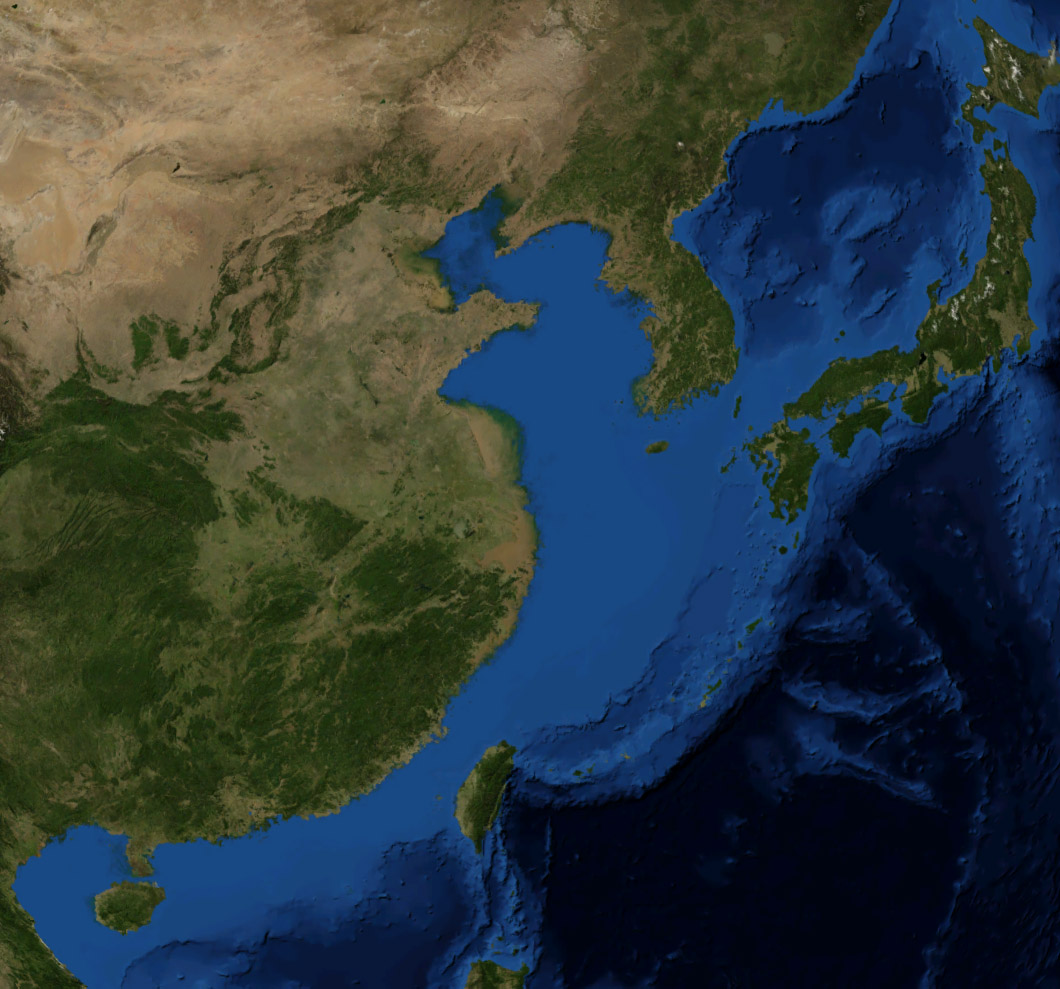
تصویر ماهواره‌ای از دریای چین شرقی

دریای چین شرقی ( به چینی سنتی: 東海، به چینی ساده: 东海، پین یین: Dong Hai، وید جایلز: Tung Hai) بخشی از آب‌های غربی اقیانوس آرام است که در حدود ۱٬۲۴۳٬۲۰۰ کیلومتر مربع مساحت دارد و در بین کشورهای چین در غرب، تایوان در جنوب و جزایر ریوکو و کیوشو در شرق واقع شده‌است. این دریا از طریق تنگه تایوان به دریای چین جنوبی می‌پیوندد و مشترکاً با آن دریای چین را تشکیل می‌دهد. این دریا همچنین از طریق تنگه کره به دریای ژاپن راه دارد و در شمال خود نیز به دریای زرد باز می‌شود. رود یانگ‌تسه کیانگ به این دریا می‌ریزد و بنادر مهمی که بر کرانه‌های آن واقعند شامل شانگهای، هانگژو، نینگبو، و فوژو در چین و بندر چیلونگ در تایوان می‌شود.
بخش زیادی از دریای چین شرقی کم‌عمق است به‌نحوی که تقریباً سه چهارم آن ژرفایی کمتر ار ۲۰۰ متر (۶۵۰ پا) دارد و میانگین عمق آن تنها ۳۵۰ متر (۱٬۱۴۵ پا) است. بخش‌های عمیق‌تر این دریا در نزدیکی جزایر ریوکیو ژاپن واقع شده‌اند و بخش بزرگی از آن ژرفایی برابر با ۱۰۰۰ متر (۳٬۳۰۰ پا) داشته و حداکثر عمق آن به ۲٬۷۱۶ متر (۸٬۹۱۲ پا) می‌رسد.
دریای چین شرقی از نظر ذخایر ماهی برای ماهیگیری بسیار غنی است. همچنین در نیمهٔ شرقی آن منابع نفت و گاز یافت می‌شود که همین موضوع سبب بروز مناقشه بر سر کنترل منطقه‌ای نیمهٔ شرقی دریای چین شرقی بین چین و ژاپن شده‌است.